# AMC-15
O AMC-15 é um satélite de comunicação geoestacionário construído pela Lockheed Martin, ele está localizado na posição orbital de 105 graus de longitude oeste e foi operado inicialmente pela GE Americom, atualmente o mesmo é operado pela SES World Skies, divisão da SES. O satélite foi baseado na plataforma A2100AXS e sua expectativa de vida útil é de 15 anos.

## História
A carga de comunicação do satélite AMC-15 apresenta vinte e quatro transponders em banda Ku de 36 MHz e 12 de banda Ka com frequência intermediária (IF) com feixes pontuais que é implantado em uma vantagem padrão tomada de frequência reuso, eliminando a interferência entre os feixes . O satélite tornou-se operacional em finais de 2004. O AMC-15 foi completamente arrendado a Echostar.

## Lançamento
O satélite foi lançado com sucesso ao espaço no dia 14 de outubro de 2004, às 21:23 UTC, por meio de um veículo Proton-K/Briz-M, que foi lançado a partir do Cosmódromo de Baikonur, no Cazaquistão. Ele tinha uma massa de lançamento de 4.021 kg.

## Capacidade e cobertura
O AMC-15 é equipado com 24 transponders em banda Ku e 12 em banda Ka para fornecer serviços de telecomunicações com cobertura sobre os Estados Unidos (incluindo Havaí e Alasca), parte do Canadá e México. Alugado para Echostar Satellite Services.